# Fort Ricasoli

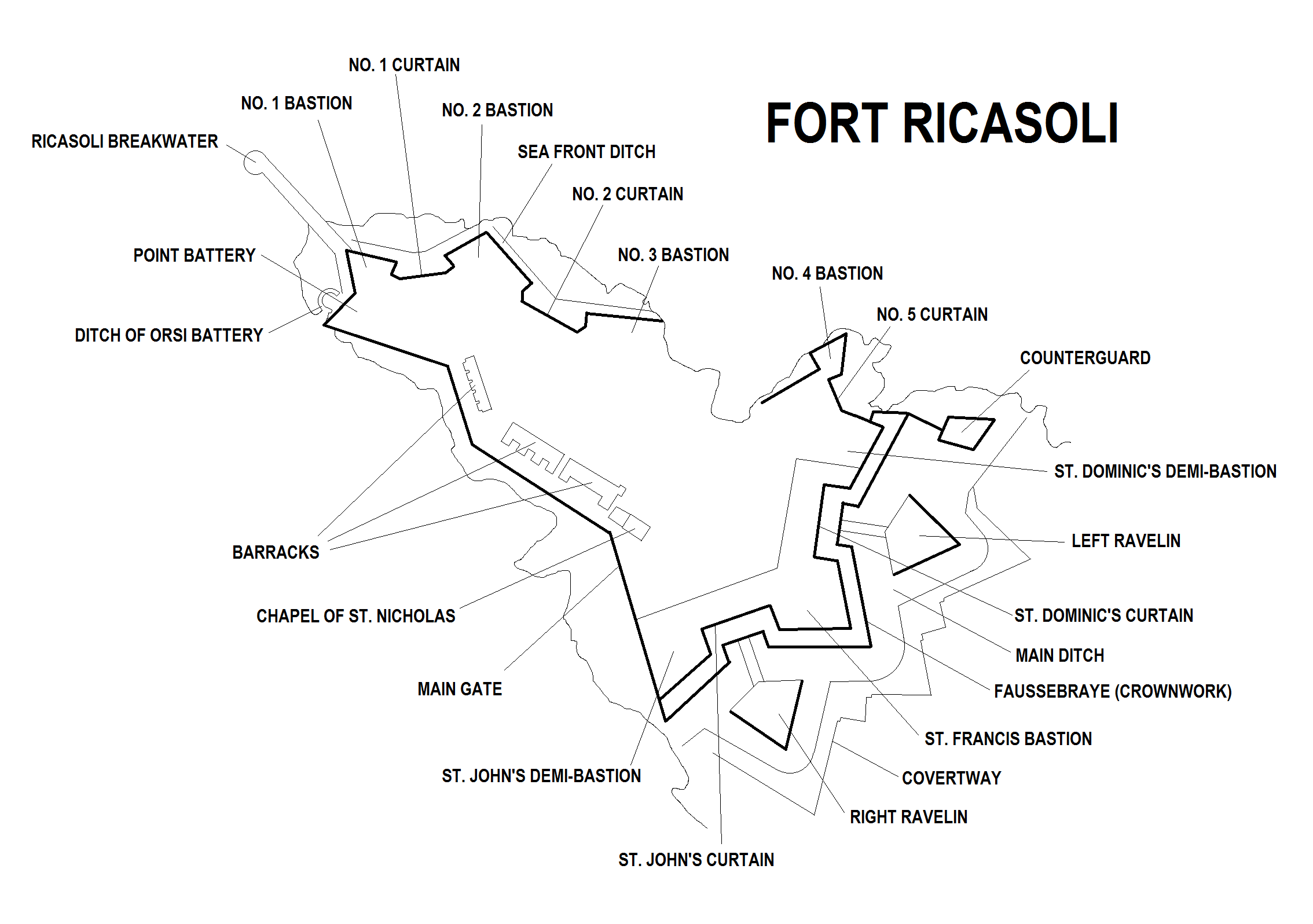

Fort Ricasoli (malt. Forti Rikażli) – fort bastionowy znajdujący się w miejscowości Kalkara na Malcie. Został zbudowany przez Zakon Rycerzy Joannitów w latach 1670–1698. Zajmuje cypel, znany jako Gallows’ Point oraz północny brzeg Rinella Bay. Nadzoruje on, na równi z Fortem St. Elmo, wejście do Grand Harbour. Jest on największym fortem na Malcie; w roku 1998 został wpisany na wstępną Listę światowego dziedzictwa UNESCO jako część Knights’ Fortifications around the Harbours of Malta.
Fort Ricasoli chrzest bojowy przeszedł podczas francuskiej inwazji na Maltę w 1798 roku, a następnie powstania Maltańczyków przeciw Francuzom, po którym został przejęty przez Brytyjczyków. Fort Ricasoli był miejscem buntu Regimentu Froberga w roku 1807, a później w XIX wieku używany był jako szpital wojskowy. Używany był raz jeszcze podczas II wojny światowej, kiedy jego część została zniszczona przez bombardowania lotnicze. Po tym, jak został wycofany z użycia w latach 60. XX wieku, był wykorzystywany do celów przemysłowych. Dziś kompleks jest w większości zachowany, lecz podupadły. Używany jest do celów filmowych oraz jako zakład czyszczenia zbiorników.

## Rządy Joannitów

### Tło historyczne
Fort Ricasoli stoi na najbardziej wysuniętym na wschód półwyspie po wschodniej stronie Grand Harbour. Półwysep znany był oryginalnie jako Rinella Point lub Punta Sottile. W roku 1531, dwóch niewolników, którzy próbowali przejąć Fort Saint Angelo, zostało powieszonych na cyplu, który od tego czasu był nazywany Gallows’ Point (Miejsce Szubienic). Podczas Wielkiego Oblężenia w roku 1565, Turcy osmańscy zbudowali tam baterię artyleryjską, aby bombardować Fort Saint Elmo.
18 stycznia 1629 roku, włoski rycerz Alessandro Orsi sfinansował budowę wieży na Gallows’ Point. Została ona oficjalnie nazwana Torre San Petronio, lecz powszechnie znana była wśród lokalnych mieszkańców jako Orsi Tower lub Torri Teftef. Wieża była okrągła i zbudowana została, aby zapobiegać ucieczkom niewolników z wyspy. W czasie późniejszym zbudowano dookoła wieży półokrągłą baterię, znaną jako Orsi Battery lub San Petronio Battery. Wieża i bateria były chronione przez fosę, wypełnioną wodą morską oraz most zwodzony. Ich pozostałości były widoczne do 8 lutego 1821 roku, kiedy zostały zniszczone przez sztorm. Dziś pozostał tylko rów obronny baterii, wykuty w skale.
W roku 1644 Giovanni de’ Medici zaproponował, aby opuścić Fort St. Angelo w Birgu, a zbudować nowy fort na Orsi Point. Nowy kompleks mógłby być również nazwany Fort St. Angelo, i mógłby być obsadzony przez garnizon ze starego. Sporządził on plany nowego fortu, lecz nie zostały one nigdy wprowadzone w życie.

### Budowa i modyfikacje

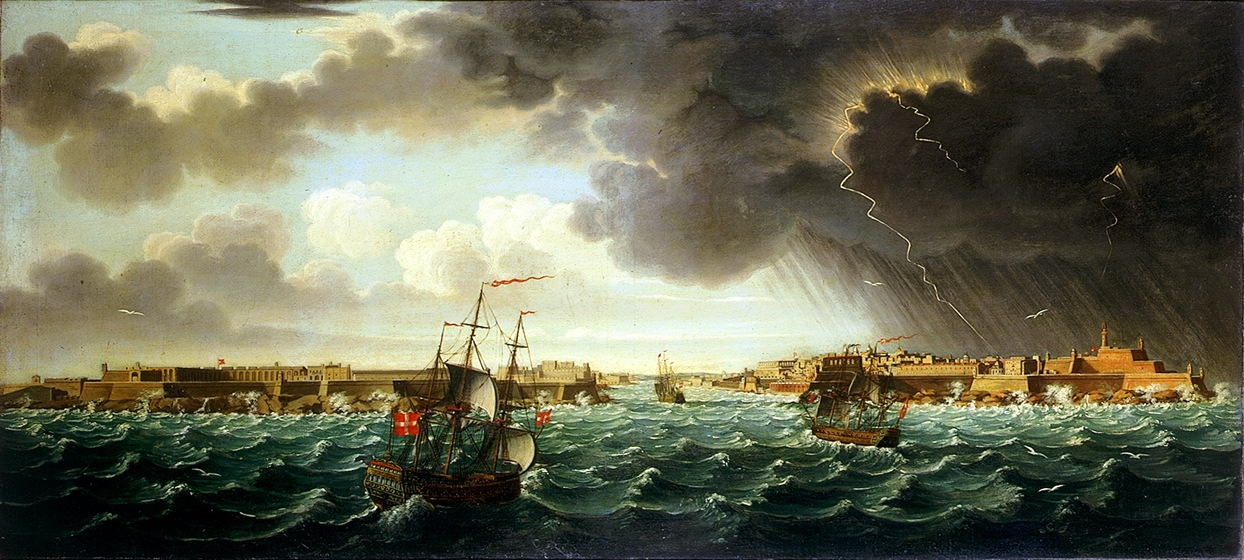
Obraz ukazujący wejście do Grand Harbour około roku 1750, z Fortem Ricasoli po lewej i Fortem St. Elmo po prawej

W roku 1669, po upadku Kandii, wzrosła obawa przed atakiem Turków osmańskich. W następnym roku, Wielki Mistrz Nicolas Cotoner zaprosił Antonio Maurizio Valpergę, wojskowego inżyniera Domu Sabaudii, aby ulepszył fortyfikacje Malty. Valperga zaprojektował nowy fort, który miał zostać zbudowany na cyplu, i pomimo krytyki ze strony niektórych członków Zakonu, decyzja została ostatecznie zatwierdzona. Florencki rycerz Fra Giovanni Francesco Ricasoli podarował 20 000 scudi na budowę twierdzy, która, aby uhonorować darczyńcę, została nazwana jego imieniem.
Pierwszy kamień nowego kompleksu został położony 15 czerwca 1670 roku, budowa pierwszych jego fragmentów była nadzorowana przez samego konstruktora. Obiekt otrzymał podstawową załogę w czerwcu 1674 roku, chociaż był ciągle nie skończony. W roku 1681 flamandzki inżynier Carlos de Grunenbergh zaproponował pewne zmiany w projekcie fortu, które zostały uwzględnione. Koszary, kaplica i inne budynki wewnątrz twierdzy zostały zbudowane w latach 80. i 90. XVII wieku. Budowa i uzbrajanie zostały oficjalnie uznane za zakończone w maju 1698 roku.
W roku 1714 francuscy inżynierowie Jacop de Puigirand de Tigné, Charles François de Mondion i Philippe de Vendôme skrytykowali małe wymiary fortowych bastionów, które uważali za nieefektywne. De Tigné zaproponował kilka modyfikacji, w tym naprawę istniejących parapetów i otworów strzelniczych, jak również zbudowanie śródszańca (dodatkowych umocnień) wewnątrz kompleksu. Vendôme zaproponował budowę kanału, oddzielającego fort od głównego lądu. W roku 1722 zmiany zaproponowane przez de Tigné zostały wprowadzone w życie, jednak ani śródszaniec ani kanał nie zostały zbudowane, z powodu braku pieniędzy. Stan fortu w połowie XVIII wieku nie był dobry, w roku 1761 wykonane zostały pewne prace naprawcze.
W roku 1785 Fort Ricasoli został uzbrojony w 80 dział, w tym czterdzieści jeden 24-funtowych. Tym samym stał się on najlepiej uzbrojonym fortem na Malcie. W latach 90. XVII w. niektóre części obwodu obronnego zostały przebudowane pod nadzorem Antoine Étienne de Tousarda.
Fort był również wykorzystywany jako więzienie, zanim wybudowano Zakład Karny Corradino.

## Okupacja francuska
Fort Ricasoli używany był podczas francuskiej inwazji na Maltę w czerwcu 1798 roku. Był w tym czasie dowodzony przez Bali de Tillet, stacjonowali w nim Cacciatori – ochotniczy regiment lekkiej piechoty szaserów. Obrońcy twierdzy odparli trzy ataki Francuzów, zanim poddali się po oficjalnej kapitulacji Wielkiego Mistrza Hompescha przed Napoleonem.
Podczas późniejszego powstania Maltańczyków i blokady, fort znajdował się w rękach Francuzów. Ostrzeliwali oni powstańczą baterię San Rocco, znajdującą się w odległości około 700 m.

## Rządy brytyjskie

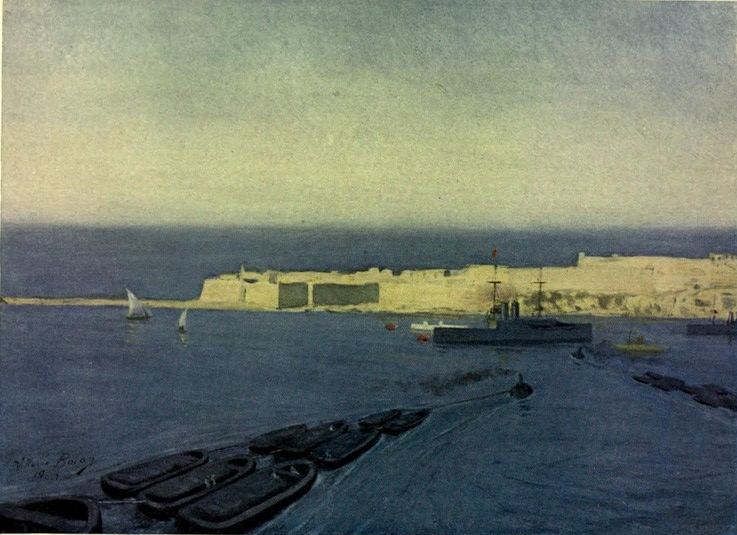
Fort Ricasoli na obrazie z 1910 roku

Przez cały okres rządów brytyjskich Fort Ricasoli był budowlą wykorzystywaną militarnie. W roku 1807 był sceną buntu, kiedy albańscy żołnierze Regimentu Froberga rozpoczęli rewoltę i zamknęli się wewnątrz twierdzy. Pomimo prób negocjacji, wysadzili oni magazyn prochu, powodując poważne zniszczenia. Bunt został stłumiony przez lojalnych żołnierzy, a kilku buntowników zostało skazanych przez sąd wojskowy na karę śmierci. Zniszczone części zostały jedynie naprawione, lecz nie odbudowane do swojego oryginalnego wyglądu. Nowy magazyn prochu został zbudowany w roku 1829, zastępując zniszczony w czasie buntu.
W późnych latach 20. i na początkiem lat 30. XIX w., zanim zbudowany został szpital w Bighi, fort był również wykorzystywany jako szpital dla marynarzy. Podczas epidemii cholery w roku 1837, pacjenci zarażeni chorobą w Ospizio we Florianie, zostali przewiezieni do Ricasoli. Większość z nich zmarła w ciągu kilku dni, zostali oni pochowani na pobliskim cmentarzu Wied Għammieq. Następna epidemia cholery dotknęła Ricasoli w roku 1865.

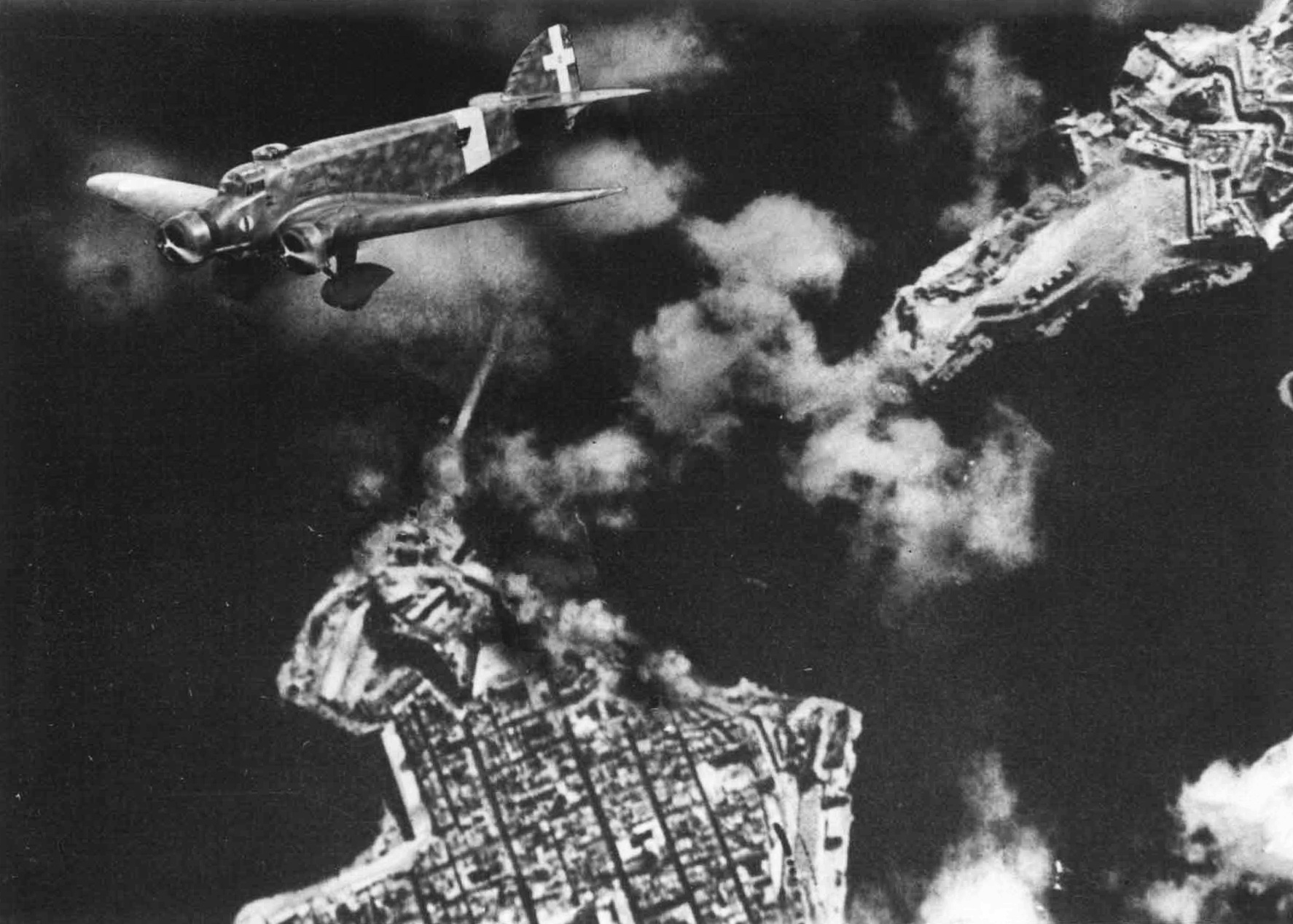
Włoski samolot bombarduje Grand Harbour w roku 1941; Fort Ricasoli widoczny w prawym górnym rogu

W roku 1844 fort był obsługiwany przez 500 ludzi. W roku 1848 sir John Fox Burgoyne przeprowadził inspekcję fortyfikacji Malty i określił Fort Ricasoli jako „nie do zdobycia”. W latach 50. do kompleksu została wprowadzona artyleria większego kalibru, działa były kilkakrotnie wymieniane w ciągu następnych dziesięcioleci. Obwód obronny od strony morza został całkowicie odnowiony w roku 1878, a w pierwszej dekadzie XX wieku zbudowano nowe podstawy dział, zainstalowano reflektory i stację torped. W latach 30. XX w., na bastionie nr 2, nr 3 i nr 4 zbudowano betonowe wieże kontroli ognia artyleryjskiego, a później zainstalowano reflektory.
Fort Ricasoli brał czynny udział w obronie Malty podczas II wojny światowej, a 21 lipca 1941 roku jego działa czynnie pomogły odeprzeć atak włoskiego lotnictwa na Grand Harbour. W kwietniu 1942 roku, niemieckie bombowce zniszczyły bramę i Governor’s House. Po wojnie, w latach 1947–1958, był on używany jako koszary Royal Navy, i nosił kryptonim HMS „Ricasoli”. W roku 1958 brama została odbudowana, chociaż projekt był trochę odmienny od oryginalnego. Governor’s House nie został nigdy odbudowany, głównie ze względów finansowych. W roku 1964 Admiralicja brytyjska przekazała kontrolę nad obiektem rządowi Malty.

## Historia współczesna

### Zastosowanie przemysłowe

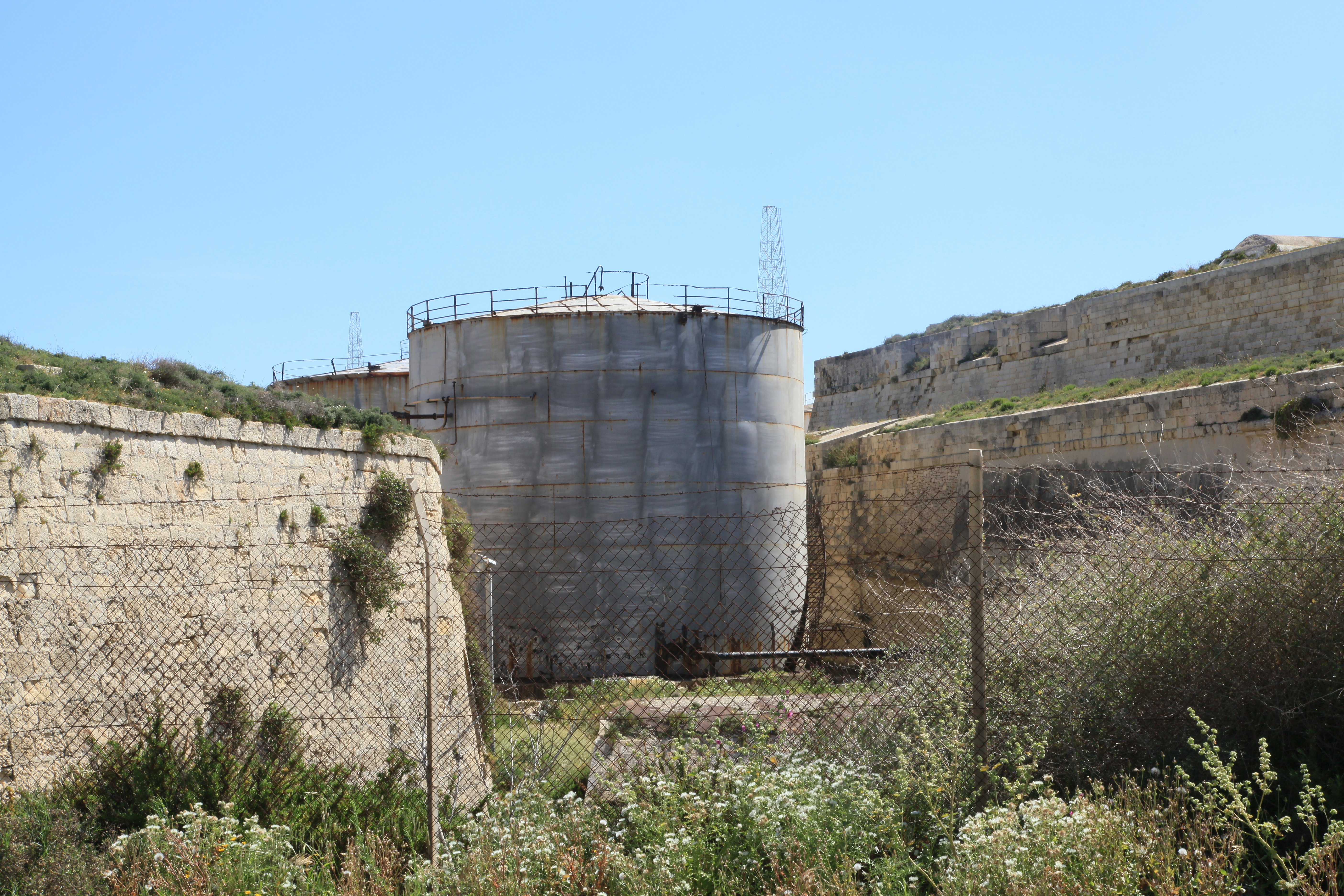
Zbiorniki na olej w Ricasoli

Po tym, jak obiekt przeszedł w ręce rządu Malty, został początkowo zaniedbany, lecz później przekształcono go w skład surowców, przywożonych na Maltę. W roku 1976, część rowu obronnego obok Lewego Rawelinu została zasypana, a półbastion św. Dominika został częściowo rozebrany, aby zrobić miejsce na nową drogę.
W roku 1964 w rowie obronnym twierdzy założona została firma, czyszcząca zbiorniki dla Malta Drydocks. Zakład, znany jako Ricasoli Tank Cleaning Facilities, zabezpiecza płynne odpady ze statków przybywających do Grand Harbour i usuwa olej i inne substancje chemiczne, zanim odpady zostaną usunięte do morza. Firma została sprywatyzowana w roku 2012 i znajduje się teraz pod zarządem Waste Oils Co. Ltd.
Po jakimś czasie teren wokół fortu przekształcony został w park przemysłowy, znany jako Ricasoli Industrial Estate. W roku 2007 został on zburzony, aby zrobić miejsce pod SmartCity Malta.

### Udział w kinematografii
Większość terenu fortu jest wydzierżawiona Malta Film Commission i jest wykorzystywana do kręcenia różnych filmów i seriali. W latach poprzednich zostało zbudowanych w obrębie murów obiektu wiele scenografii do filmów Gladiator (2000), Troja (2004) i Agora (2009). W filmach tych, fort grał role, odpowiednio, Rzymu, Troi i Aleksandrii. Kompleks był również używany do kręcenia filmu Assassin’s Creed (2016).
Telewizyjne seriale Juliusz Cezar (2002) oraz Helena Trojańska (2003) również były częściowo kręcone w Forcie Ricasoli. Scenografia przedstawiająca Roman Road, zbudowana dla filmu Juliusz Cezar, pozostała na miejscu i była używana w innych filmach.
W pierwszej części adaptacji Gry o tron George’a R.R. Martina używano różnych części fortu do przedstawienia Red Keep.

### Stan aktualny

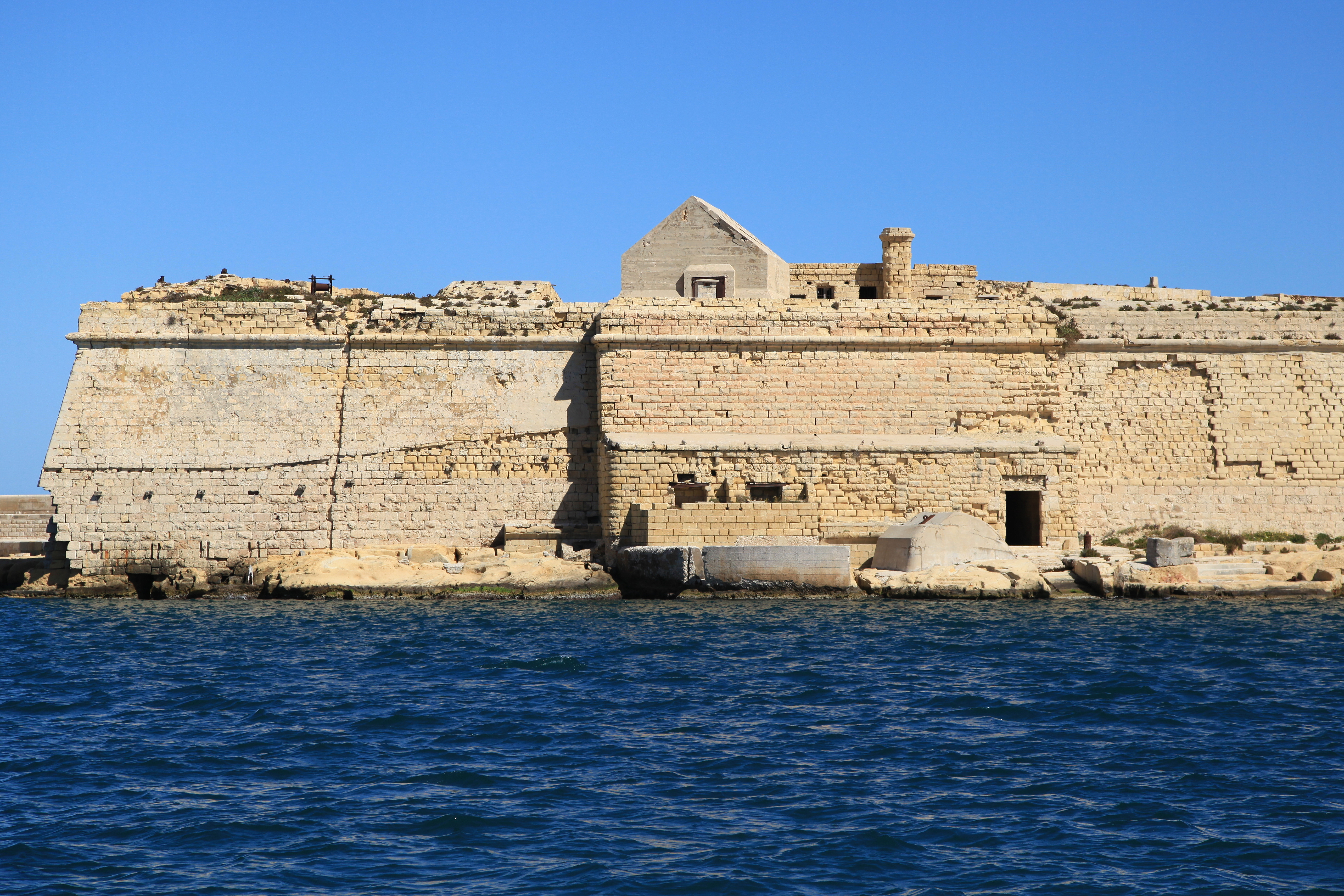
Widok Fortu Ricasoli w roku 2013, pokazujący olbrzymie pęknięcie na murze bastionu (po lewej)

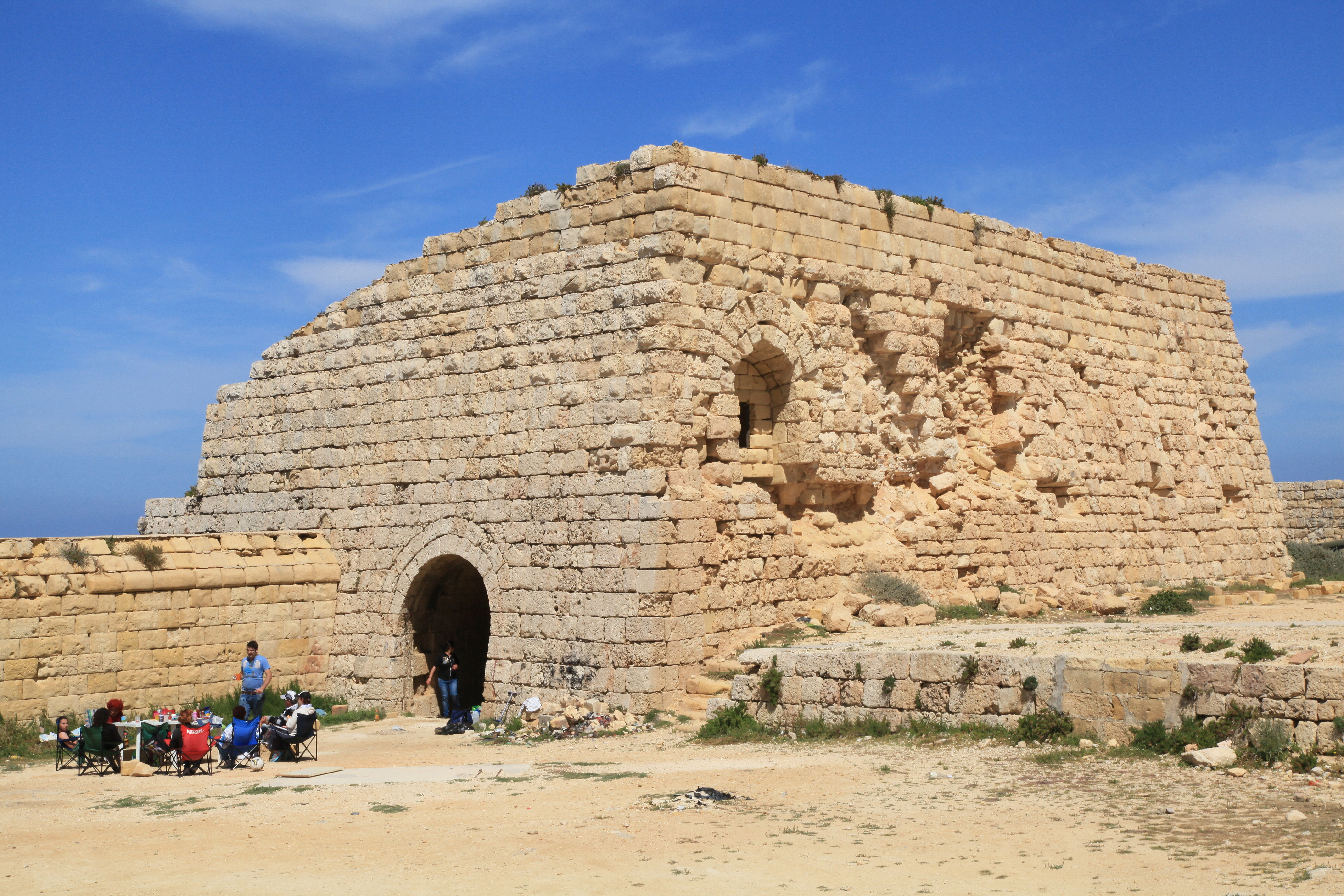
Przeciwstraż św. Dominika, częściowo zawalona

Dziś Fort Ricasoli w znacznej części jest zachowany, jednakże jest w stanie podupadłym. Cypel, na którym stoi budowla, jest skłonny do erozji morskiej; niektóre mury pomiędzy bastionami nr 3 i nr 4 zawaliły się już do morza. W roku 2007 Jednostka Odnowy Ministerstwa Zasobów i Infrastruktury zdemontowała, odnowiła i przywróciła na pierwotne miejsce część murów, lecz nic nie zrobiono, by odnowić cały fort.
W maju 2015 roku Alternatywa Demokratyczna oraz niektóre NGO sugerowały, aby kampus mającego powstać American University of Malta został podzielony między Fort Ricasoli oraz pobliskie Fort Saint Rocco i Fort San Salvatore. Propozycja ta nie zostanie zrealizowana, gdyż kampus będzie rozdzielony pomiędzy Dok nr 1 w Cospicua i Żonqor Point w Marsaskala.
Od roku 2015 Fort Ricasoli jest wyłączony z dostępu publicznego.

## Wygląd fortu
Fort Ricasoli ma kształt nieregularny, uzależniony od linii brzegowej półwyspu, na którym jest zbudowany. W skład twierdzy wchodzą umocnienia z bastionami od strony lądu, wraz z wysuniętymi umocnieniami dodatkowymi, linia obrony od strony morza oraz kleszcze skierowane na Rinella Bay w Grand Harbour.

### Umocnienia od strony lądu

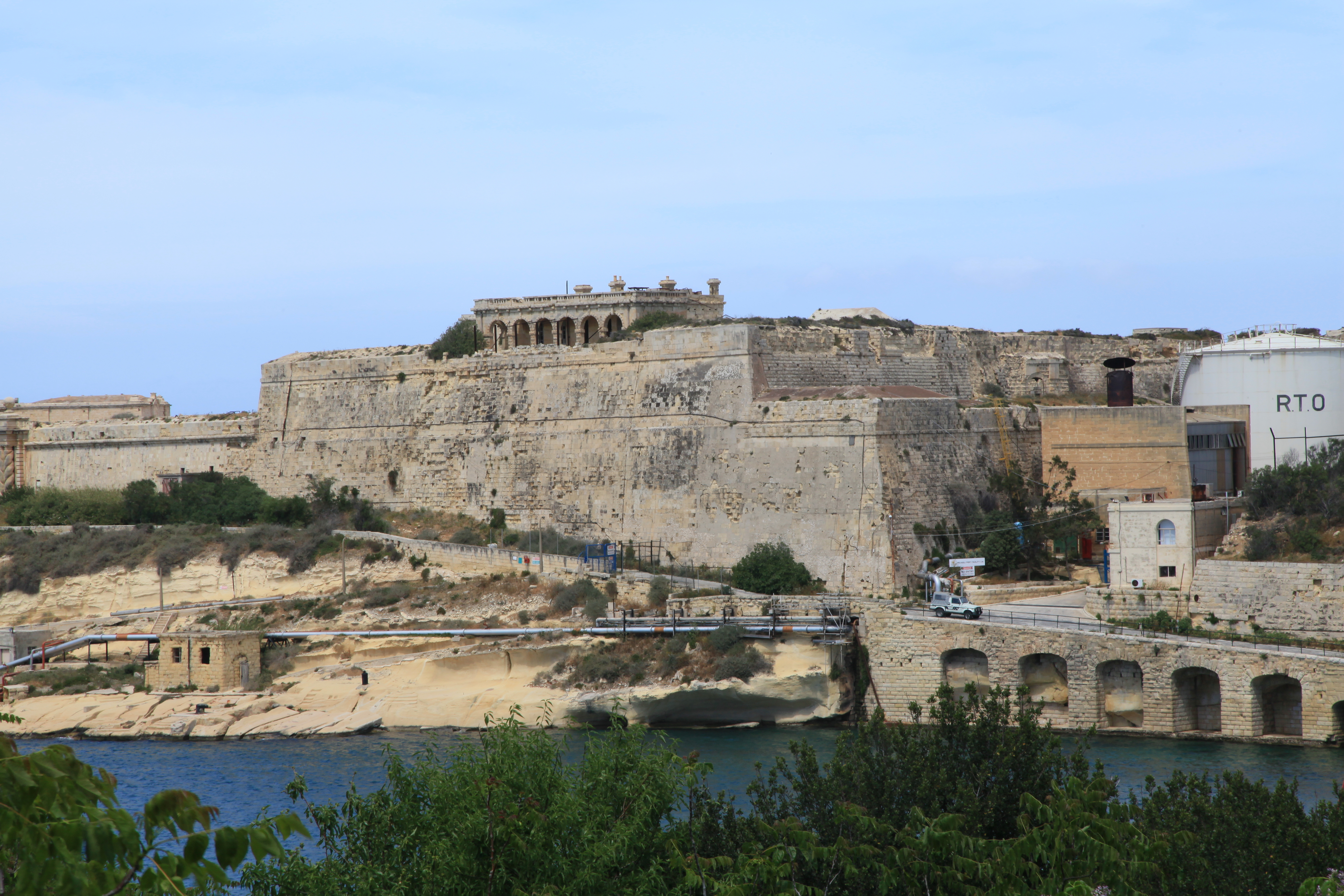
Półbastion św. Jana

Na umocnienia od strony lądu składają się poniższe bastiony i półbastiony, połączone między sobą murami obronnymi (kurtynami):
- St. Dominic’s Demi-Bastion (Półbastion św. Dominika), znany też jako Left Demi-Bastion (Lewy Półbastion) lub No. 5 Bastion (Bastion nr 5) – półbastion na północnym końcu umocnień od strony lądu. Został uszkodzony podczas buntu Froberga w roku 1807, kiedy jego magazyn prochu został wysadzony[33].
- St. Francis Bastion (Bastion św. Franciszka), znany też jako Central Bastion (Bastion Centralny) lub No. 6 Bastion (Bastion nr 6) – pięciokątny bastion w centrum umocnień od strony lądu[34].
- St. John’s Demi-Bastion (Półbastion św. Jana), znany też jako Right Demi-Bastion (Prawy Półbastion) lub No. 7 Bastion (Bastion nr 7) – półbastion na południowym końcu umocnień od strony lądu[35].

W fortyfikacjach od strony lądu znajdują się kazamaty, które były wykorzystywane jako koszary.

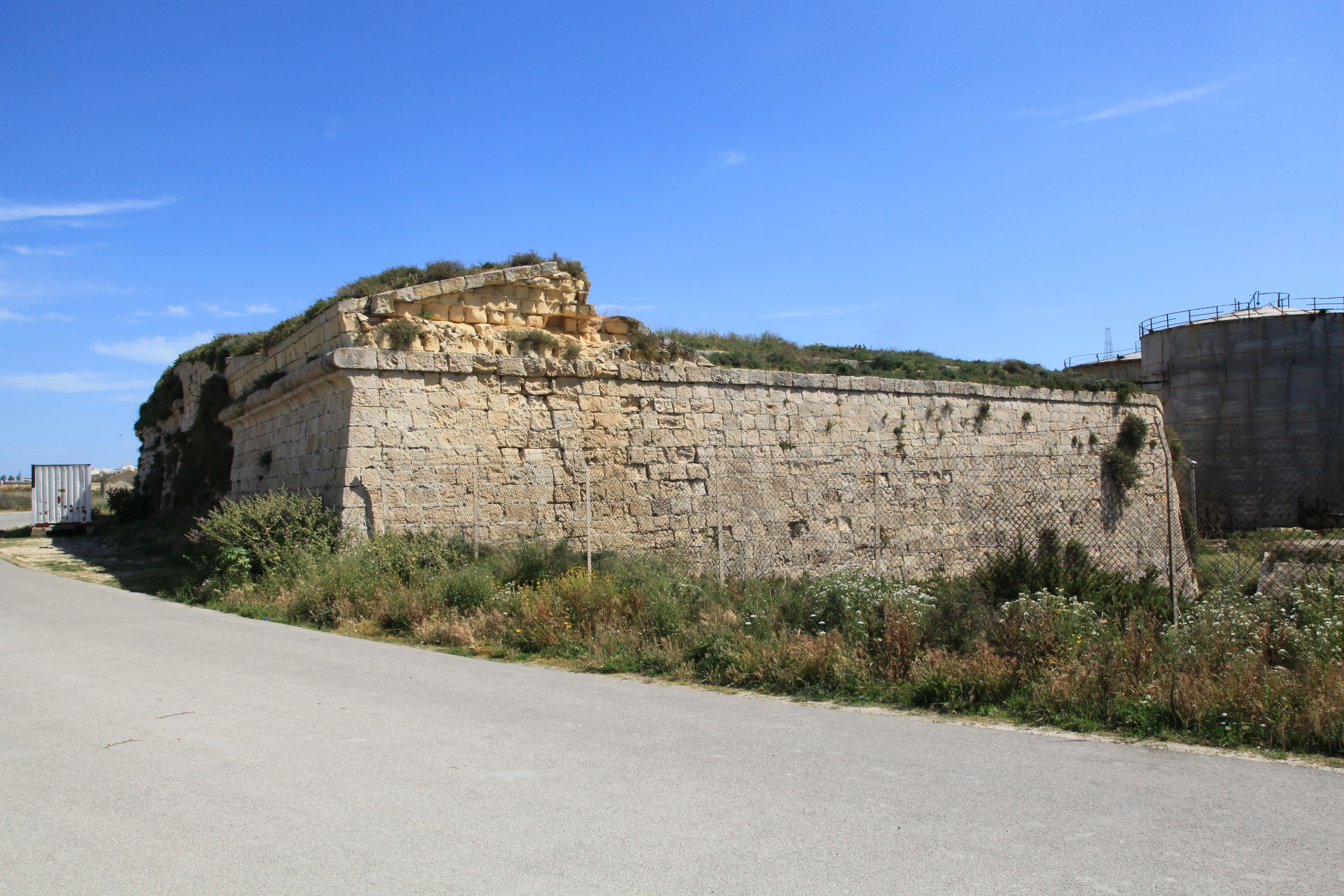
Lewy rawelin

Linia umocnień od strony lądu jest osłaniana od przodu przez następujące elementy obronne:
- Faussebraye w formie dzieła koronowego, otaczający umocnienia lądowe na całej długości[36].
- St. Dominic Counterguard (Przeciwstraż św. Dominika) – przeciwstraż z kazamatami w pobliżu lewego końca umocnień lądowych. Struktura została mocno uszkodzona przez działalność fal morskich, co spowodowało zawalenie się połowy konstrukcji[37].
- dwa trójkątne raweliny, pomiędzy Bastionem św. Franciszka a pozostałymi półbastionami[38]. W Lewym Rawelinie znajduje się podstawa pod 6-calowe (152 mm) działo[39].
- dwie kaponiery wiodące od umocnień frontowych do każdego z rawelinów. Brytyjczycy mocno je zmodyfikowali[40][41].

Frontowe elementy umocnień są otoczone przez fosę, drogę krytą (na szczycie przeciwskarpy), oraz glacis (stok obronny).

### Zespół obronny od strony morza

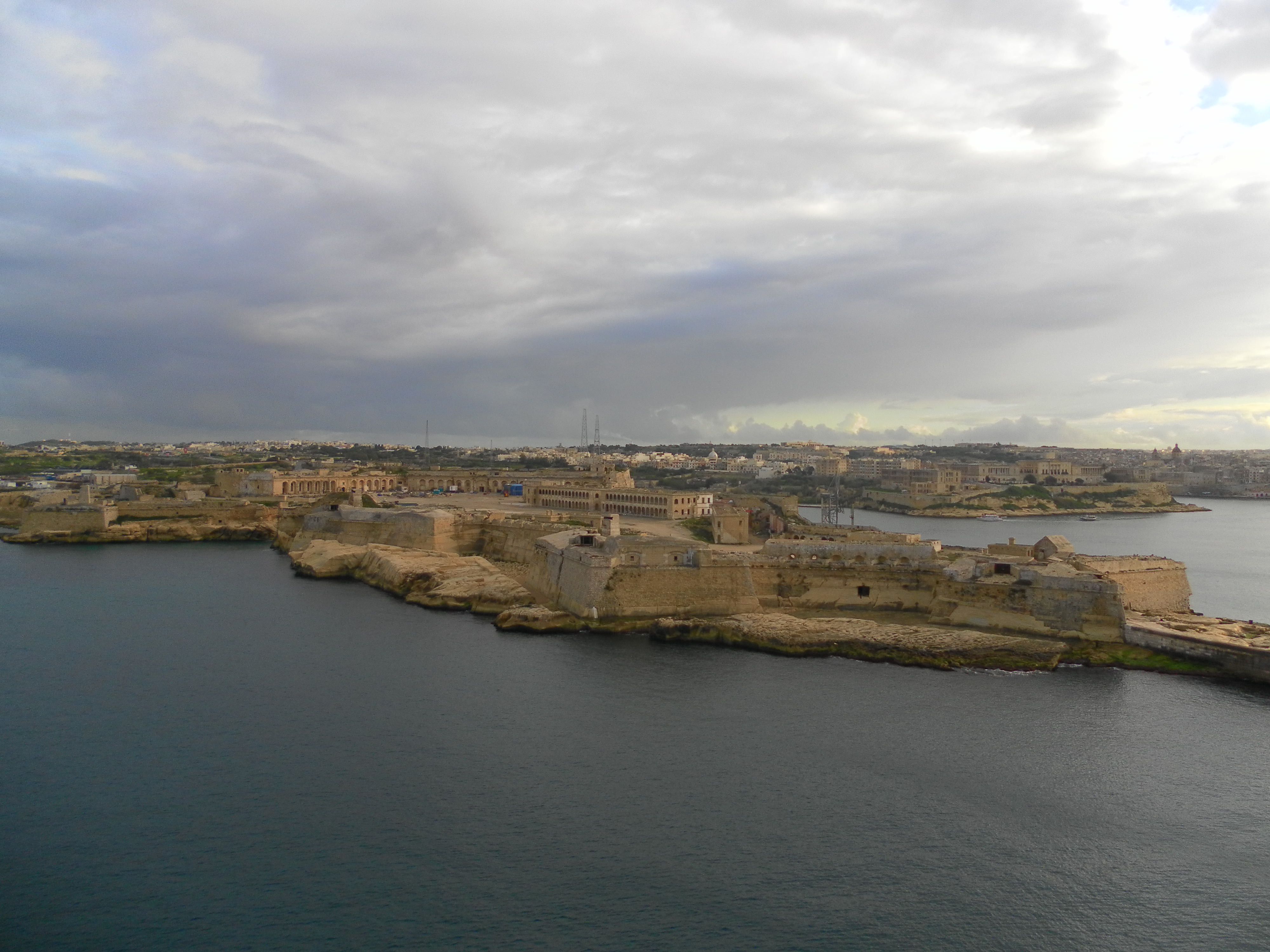
Zespół obronny Fortu Ricasoli od strony morza

Zespół obronny skierowany w stronę otwartego morza, składa się z następujących bastionów i kurtyn:
- No. 1 Bastion (Bastion nr 1) – półbastion połączony z kleszczami, tworząc Point Battery. Oryginalnie posiadał bartyzanę, która została rozebrana, aby zrobić miejsce wyrzutni torped Brennana. Z przodu bastionu znajduje się platforma działa RML 12,5 cala 38 ton[45].
- No. 1 Curtain (Kurtyna nr 1) – mur obronny pomiędzy Bastionem nr 1 i Bastionem nr 2, mieszczący baterię w kazamatach oraz platformę (podstawę) reflektora[46].
- No. 2 Bastion (Bastion nr 2) – asymetryczny bastion zawierający strzelnice, oraz podstawy różnych dział brytyjskich, magazyny oraz wieżę kontroli ognia[47].
- No. 2 Curtain (Kurtyna nr 2) – mur obronny pomiędzy Bastionem nr 2 a Bastionem nr 3, zawierający strzelnice, magazyn amunicji do natychmiastowego użycia, oraz podstawę pod reflektor[48].
- No. 3 Bastion (Bastion nr 3) – bastion z płaskim czołem, zawierający strzelnice, oraz podstawy różnych dział brytyjskich, magazyny oraz wieżę kontroli ognia[49].
- kurtyna obok Bastionu nr 4, zawierająca strzelnice, magazyny oraz furtkę poterny. Część muru zawaliła się do morza[50].
- No. 4 Bastion (Bastion nr 4) – mały bastion zawierający podstawę działa, magazyn, pomieszczenia obsługi działa oraz wieżę kontroli ognia[51].
- No. 5 Curtain (Kurtyna nr 5) – kurtyna pomiędzy Bastionem nr 4 a półbastionem św. Dominika w linii umocnień od strony lądu. Mur zawiera podstawy dział, pomieszczenia dla ich obsługi oraz magazyny[52].

Pomiędzy Bastionem nr 1 a Bastionem nr 3 biegnie, wykuty w skale, płytki rów obronny.

### Kleszcze od strony portu

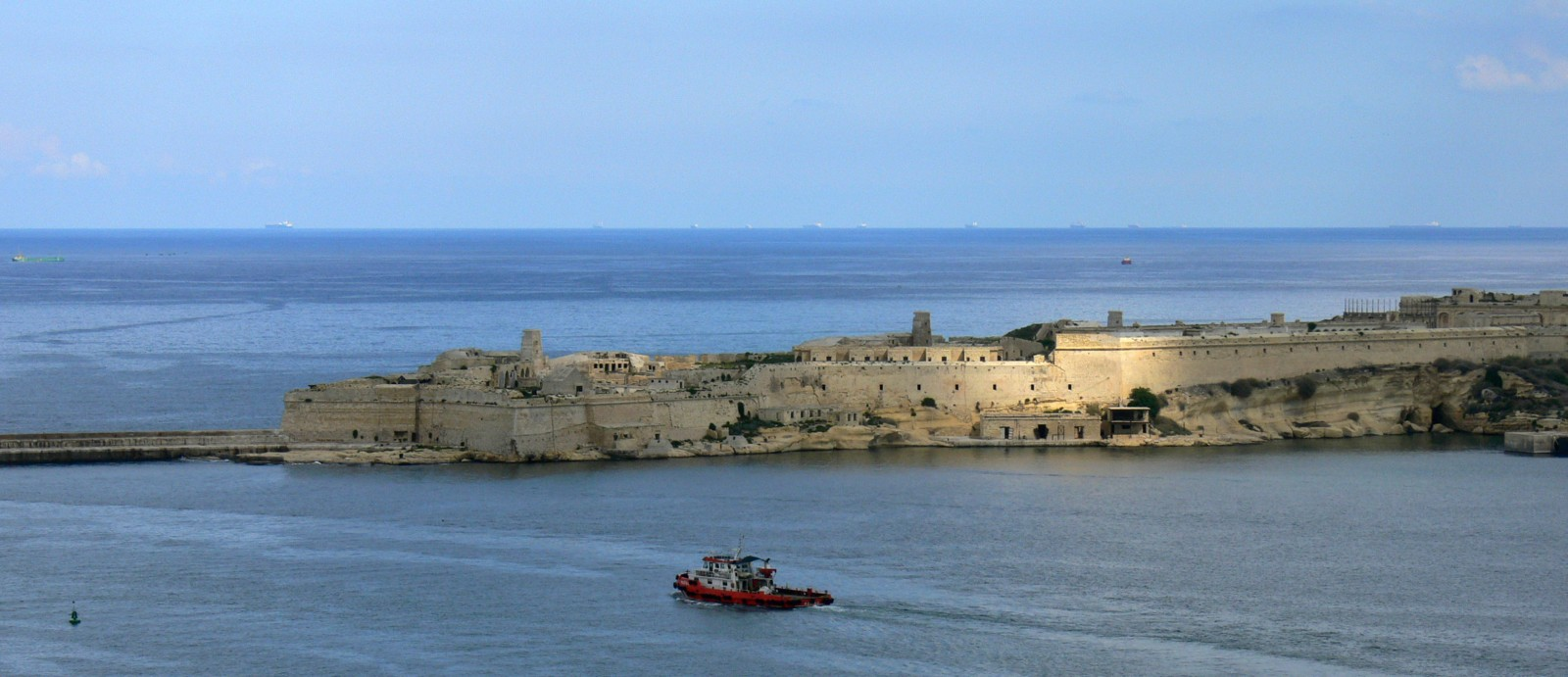
Kleszcze Fortu Ricasoli skierowane w stronę Grand Harbour

Zespół obronny wzdłuż Rinella Bay składa się z kleszczy z wysokimi murami. Główna brama fortu ulokowana jest wewnątrz zespołu obronnego. Wewnątrz kompleksu, blisko bramy głównej, znajduje się Chapel of St. Nicholas (Kaplica św. Mikołaja). Governor’s House (Dom Gubernatora), który był w pobliżu, został zburzony. W forcie znajdował się również wiatrak, który się nie zachował.
Rów obronny Baterii Orsi, wykuty w skale, jest wciąż widoczny na północnym krańcu kleszczy, na czubku półwyspu.
Pod koniec XIX wieku Brytyjczycy wybudowali w pobliżu stację torped Brennana.

## Fort w literaturze
- Fort jest przedstawiony w książce Joego Scicluny z 2013 roku Ricasoli Soldier. Akcja koncentruje się wokół buntu regimentu Froberga w roku 1807[58].